# Глазовское сельское поселение (Татарстан)
Глазовское сельское поселение — муниципальное образование в составе Лениногорского района Республики Татарстан.

## История
Глазовское сельское поселение образовано в 1850 году.

## География
Сельское поселение включает село Глазово, деревни Урняк-Кумяк и Петропавловка.
Глазовское сельское поселение расположено на склонах Бугульминско-Белебеевской возвышенности, в 25 км от города Лениногорск. Через поселение с юго-востока на юго-запад протекает река Лесная Шешма. Сельское поселение граничит на юге — с Тимяшевским сельским поселением, на востоке — с Письмянским и Ивановским сельскими поселениями, на севере — с Самарской областью, на западе — с Сугушлинским сельским поселением.

## Население
| 2010 | 2011 | 2012 | 2013 | 2014 | 2015 | 2016 |
| ---- | ---- | ---- | ---- | ---- | ---- | ---- |
| 362  | ↘360 | ↘348 | ↘339 | ↗346 | ↘329 | ↘309 |
| 2017 | 2018 |      |      |      |      |      |
| ↘299 | ↘285 |      |      |      |      |      |

## Экономика
Экономика сельского поселения ориентированно на животноводство и растениеводство. Основным предприятием является ООО «Йолдыз».